# Marsanne (Drôme)
Marsanne település Franciaországban, Drôme megyében. Lakosainak száma 1262 fő (2022. január 1.). Marsanne Bonlieu-sur-Roubion, Cléon-d’Andran, Condillac, Grane, La Laupie, Mirmande, Roynac és Saint-Gervais-sur-Roubion községekkel határos.

## Népesség
A település népességének változása:
| Lakosok száma | 817  | 772  | 873  | 1213 | 1243 | 1320 | 1343 | 1301 | 1280 | 1262 |
|               | 1968 | 1982 | 1990 | 2006 | 2013 | 2015 | 2017 | 2019 | 2020 | 2022 |